# Caracas Challenger 1998
Il Caracas Challenger 1998 è stato un torneo di tennis facente parte della categoria ATP Challenger Series nell'ambito dell'ATP Challenger Series 1998. Il torneo si è giocato a Caracas in Venezuela dal 28 settembre al 4 ottobre 1998 su campi in cemento.

## Vincitori

### Singolare
Adriano Ferreira ha battuto in finale  Kepler Orellana con il punteggio di 6–1, 6–4

### Doppio
Geoff Grant /  Maurice Ruah hanno battuto in finale  Gouichi Motomura /  André Sá con il punteggio di 4–6, 6–1, 6–2